# Les Réseaux de la haine
Pour plus de détails, voir Fiche technique et Distribution.
Les Réseaux de la haine est un documentaire, réalisé en 2014, par la militante associative Rokhaya Diallo et Mélanie Gallard, produit par la journaliste Mélissa Theuriau.

## Synopsis
Rokhaya Diallo est victime en 2014 d’un appel au viol lancé sur Twitter par un anonyme. Elle comprend qu’elle n’est pas la seule à être une victime de la haine sur les réseaux sociaux. Avec ce film, elle cherche à comprendre le fonctionnement de ce phénomène. « L’anonymat autorise t-il tout ? Est-on aussi responsable de ses actes sur les réseaux sociaux que dans la vie quotidienne ? ». Rokhaya Diallo  donne la parole à ceux qui ont vécu le harcèlement sur le Web, mais aussi à des sociologues et des spécialistes de l'Internet.
Rokhaya Diallo recueille les témoignages d’associations de lutte contre les discriminations, des forces de l'ordre mais aussi de défenseurs de la liberté d’expression. Des anonymes harcelés par des messages mais aussi des personnalités comme Audrey Pulvar et Christine Boutin témoignent et permettent de mieux comprendre les leviers de la violence qui s’exprime quelquefois sur les réseaux sociaux.
Le procès qui oppose Rokhaya Diallo à l’internaute qui l'a menacée et insultée sert de fil rouge à ce documentaire.
Ainsi Audrey Pulvar y explique son départ de Twitter.
Pour la journaliste Marie-Hélène Soenen, journaliste chez Télérama: « Sans faire de grandes révélations, les réalisatrices font un très honnête tour de la question, pédagogique et bien illustré. ».